# Дібрівка (Житомирський район)
Дібрівка — село в Україні, у Вільшанській сільській територіальній громаді Житомирського району Житомирської області. Населення становить 247 осіб (2001).

## Історія
12 червня 2020 року, відповідно до розпорядження Кабінету Міністрів України № 711-р «Про визначення адміністративних центрів та затвердження територій територіальних громад Житомирської області», територію та населені пункти Маловолицької сільської ради Чуднівського району включено до складу Вільшанської сільської територіальної громади Житомирського району Житомирської області.